# Темиров, Кирилл Александрович
Кири́лл Алекса́ндрович Теми́ров (род. 1 февраля 2002, Кропоткин, Краснодарский край) — российский баскетболист, играющий на позиции лёгкого форварда.

## Карьера
Темиров воспитанник системы баскетбольного клуба «Локомотив-Кубань». Выступал за молодёжную команду «Локомотив-Кубань-2». В её составе стал чемпионом Единой молодёжной лиги ВТБ. В 2022 году был включён в символическую пятерку «Финала восьми», а в 2023 году в символическую пятерку «Финала четырёх» Единой молодёжном лиги ВТБ.
Сезон 2020/2021 Кирилл провёл в аренде в составе клуба «Динамо» (Ставрополь). За 27 игр в Суперлиге-2, его средняя статистика составила 4,3 очка и 2,5 подбора.
С 2021 года начал принимать участие в матчах Суперлиги за «СШОР-Локомотив-Кубань». Перед началом сезона 2022/2023 стал капитаном команды.
В августе 2023 года Темиров дебютировал за основную команду «Локомотив-Кубань». В сентябре стал серебряным призёром Суперкубка Единой лиги ВТБ.

## Достижения
- Чемпион Единой молодёжной лиги ВТБ: 2022/2023
- Серебряный призёр Суперкубка Единой лиги ВТБ: 2023